# Dicaeum proprium
A Dicaeum proprium a madarak osztályának verébalakúak (Passeriformes) rendjébe és a virágjárófélék (Dicaeidae) családjába tartozó faj.

## Rendszerezése
A fajt Sidney Dillon Ripley és Dioscoro S. Rabor írták le 1966-ban. Egyes szervezetek a Pachyglossa nembe sorolják Pachyglossa propria néven, áthelyezését, még nem fogadták el.

## Előfordulása
A Fülöp-szigetekhez tartozó Mindanao területén honos. Természetes élőhelyei a szubtrópusi és trópusi síkvidéki és hegyi esőerdők. Állandó, nem vonuló faj.

## Megjelenése
Testhossza 9 centiméter.

## Természetvédelmi helyzete
Az elterjedési területe nagyon nagy, egyedszáma pedig stabil. A Természetvédelmi Világszövetség Vörös listáján nem fenyegetett fajként szerepel.